# Cerradão

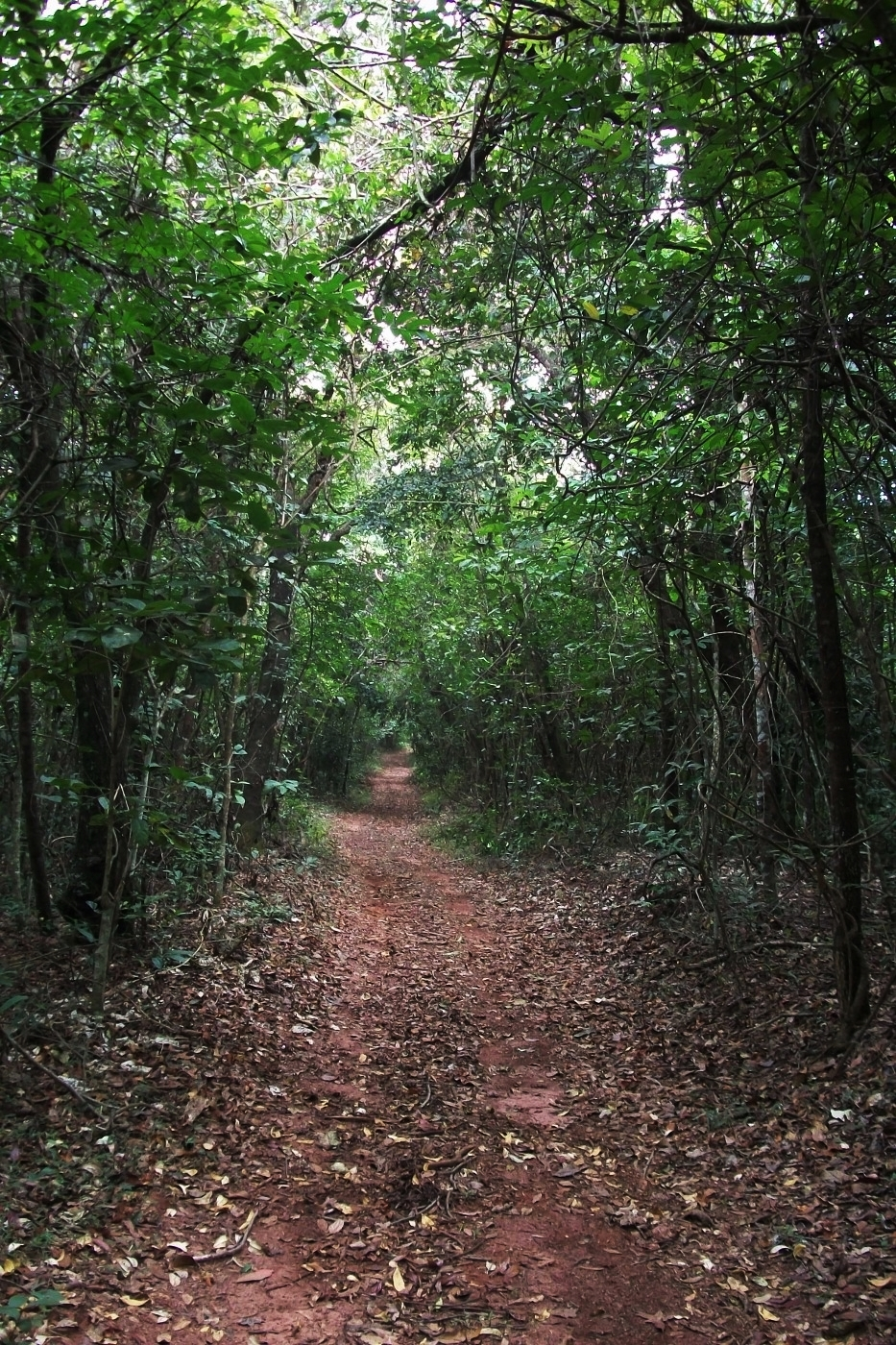
Trilha em área de cerradão no Parque Estadual Matas do Segredo, Campo Grande, MS.

Cerradão (ou catanduva) é a denominação de uma formação florestal do cerrado, com árvores podendo alcançar até 15 metros de altura.
Nos cerradões agregam-se as linhas de matas e matas de galeria. O cerradão é a uma formação florestal do bioma cerrado com características esclerófilas (grande ocorrência de órgãos vegetais rijos, principalmente folhas) e xeromórficas (com características como folhas reduzidas, suculência, pilosidade densa ou com cutícula grossa que permitem conservar água e, portanto, suportar condições de seca). Caracteriza-se pela presença preferencial de espécies que ocorrem no Cerrado sentido restrito e também por espécies de florestas, particularmente as da mata seca semidecídua e da mata de galeria não-inundável. Do ponto de vista fisionômico é uma floresta, mas floristicamente se assemelha mais ao cerrado sentido restrito. É um tipo mais denso de vegetação.

## Principais Características

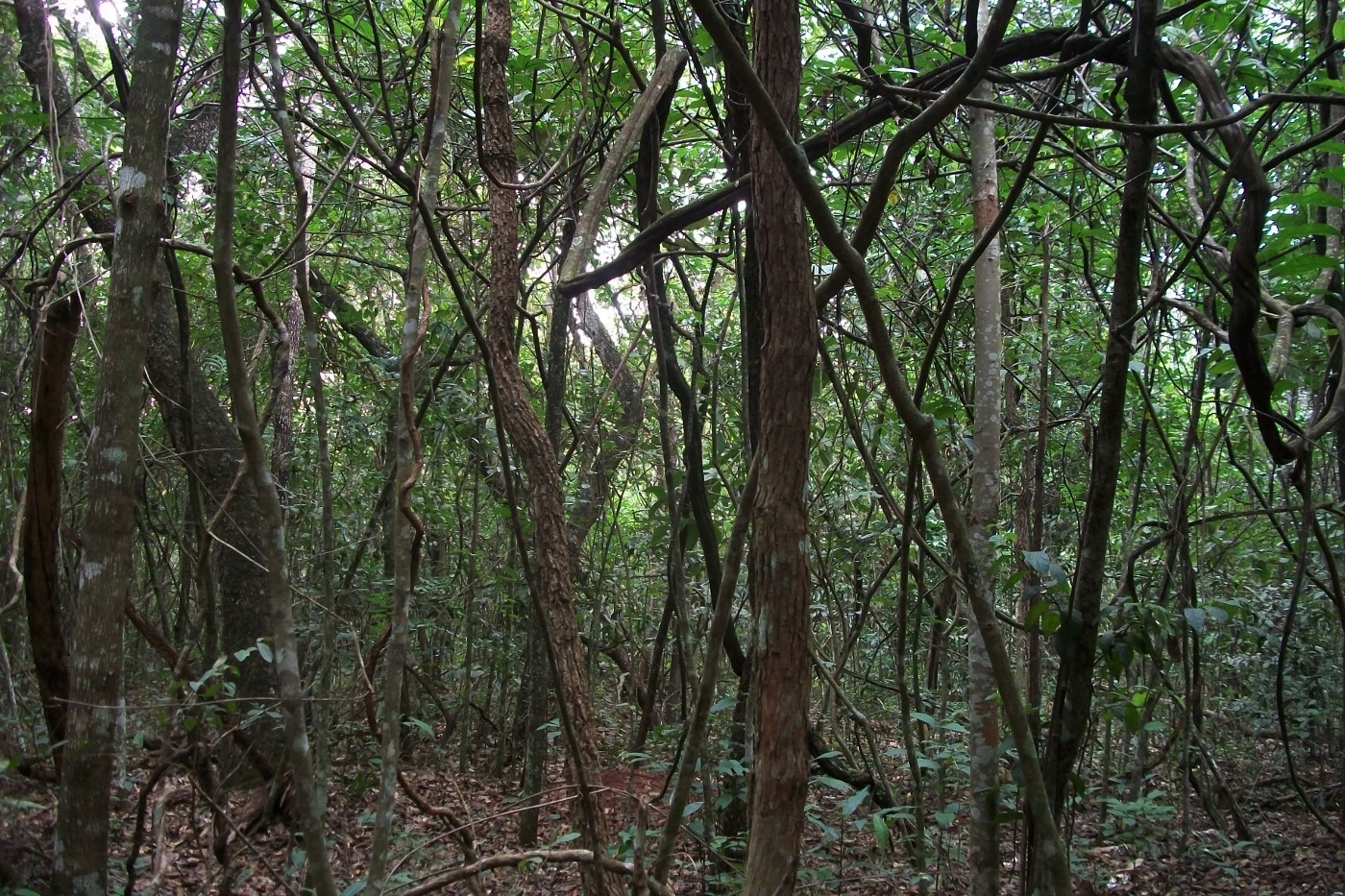
Aspecto do interior da vegetação no Parque Estadual Matas do Segredo.

O Cerradão apresenta dossel contínuo e cobertura arbórea que pode oscilar de 50 a 90%, sendo maior na estação chuvosa e menor na seca. A altura média da camada de árvores varia de 8 a 15 metros, proporcionando condições de luminosidade que favorecem a formação de camadas de arbustivas e herbáceas diferenciadas. 
Embora possa manter um volume constante de folhas nas árvores (padrão denominado perenifólio) o padrão geral é de perda parcial desse volume (ou semidecíduo), sendo que muitas espécies comuns ao cerrado sentido restrito como Caryocar brasiliense (pequi), Kielmeyera coriacea (pau-santo) e Qualea grandiflora (pau-terra), ou comuns às Matas Secas, como Dilodendron bippinatum e Physocallimma scaberrimum (cega-machado), apresentam queda das folhas em determinados períodos na estação seca. Estes períodos nem sempre são coincidentes com aqueles das populações do Cerrado ou da Mata. 
A presença de espécies epífitas é reduzida, restringindo-se a algumas bromélias (Billbergia e Tillandsia) e plantas como o cactos conhecido comumente como saborosa (Epiphyllum phyllanthus).

## Solos

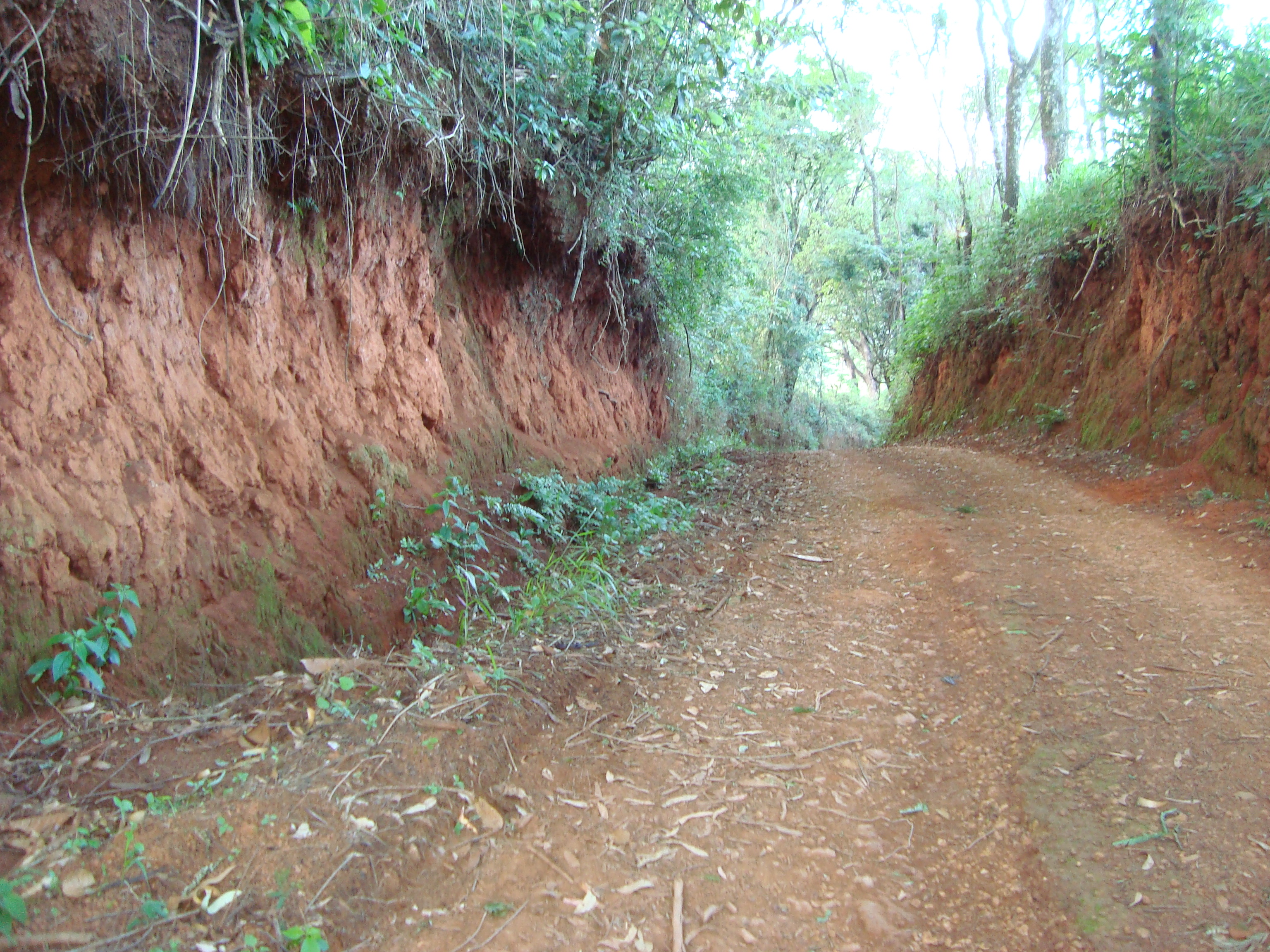
Estrada aberta em meio a área de cerradão, com raízes e horizontes de latossolo à mostra, em Arapuá, MG.

Em sua maioria, os solos de Cerradão são profundos, bem drenados, de média e baixa fertilidade, ligeiramente ácidos, pertencentes às classes Latossolo Vermelho ou Latossolo Vermelho Amarelo. Também pode ocorrer em proporção menor Cambissolo Distrófico. O teor de matéria orgânica nos horizontes superficiais é médio e recebe um incremento anual de resíduos orgânicos provenientes da deposição de folhas durante a estação seca.
De acordo com a fertilidade do solo o Cerradão pode ser classificado como Cerradão Distrófico (solos pobres) ou Cerradão Mesotrófico (solos mais ricos, ainda que de fertilidade médiana), cada qual possuindo espécies características adaptadas a esses ambientes.

## Espécies de árvores mais frequentes
Espécies arbóreas mais freqüentes no cerradão distrófico: 
- Caryocar brasiliense (pequi),
- Copaifera langsdorffii (copaíba),
- Emmotum nitens (sobre, carvalho),
- Hirtella glandulosa (oiti),
- Lafoensia pacari (pacari),
- Siphoneugena densiflora (maria-preta),
- Vochysia haenkeana (escorrega-macaco)
- Xylopia aromatica (pindaíba, pimenta-de-macaco).

Alguns autores também mencionam como espécies normalmente encontradas nas áreas distróficas: 
- Agonandra brasiliensis (pau-marfim),
- Bowdichia virgilioides (sucupira-preta),
- Dalbergia miscolobium (jacarandá-do-cerrado),
- Dimorphandra mollis (faveiro),
- Kielmeyera coriacea (pau-santo)
- Machaerium opacum (jacarandá-muchiba),
- Plathymenia reticulata (vinhático),
- Pterodon emarginatus,
- P. pubescens (sucupira-branca),
- Qualea grandiflora (pau-terra-grande)
- Sclerolobium paniculatum (carvoeiro).

Espécies arbóreas mais freqüentes no cerradão mesotrófico: 
- Callisthene fasciculata (jacaré-da-folha-grande),
- Dilodendron bippinatum (maria-pobre),
- Guazuma ulmifolia (mutambo),
- Helicteres brevispira (saca-rolha),
- Luehea candicans,
- L. paniculata (açoita-cavalo),
- Magonia pubescens (tinguí)
- Platypodium elegans (canzileiro).

Em áreas mesotróficas alguns autores ainda incluem 
- Astronium fraxinifolium (gonçalo-alves),
- Dipteryx alata (baru),
- Physocallimma scaberrimum (cega-machado),
- Pseudobombax tomentosum (imbiruçu)
- Terminalia argentea (capitão-do-campo).

Como arbustos mais freqüentes são citados na literatura, entre outras, as espécies 
- Alibertia edulis (marmelada-de-cachorro),
- A. sessilis,
- Brosimum gaudichaudii (mama-cadela),
- Bauhinia brevipes (= B. bongardii; unha-de-vaca),
- Casearia sylvestris (guaçatonga),
- Copaifera oblongifolia (pau-d’olinho),
- Duguetia furfuracea (pinha-do-campo),
- Miconia albicans (quaresma-branca, folha-branca),
- M. macrothyrsa,
- Rudgea viburnoides (bugre).

Alguns autores indicaram também Psychotria hoffmanseggiana, além das gramíneas 
- Aristida longifolia,
- Echinolaena inflexa (capim-flexinha)

e a exótica Melinis minutiflora (capim-gordura). 

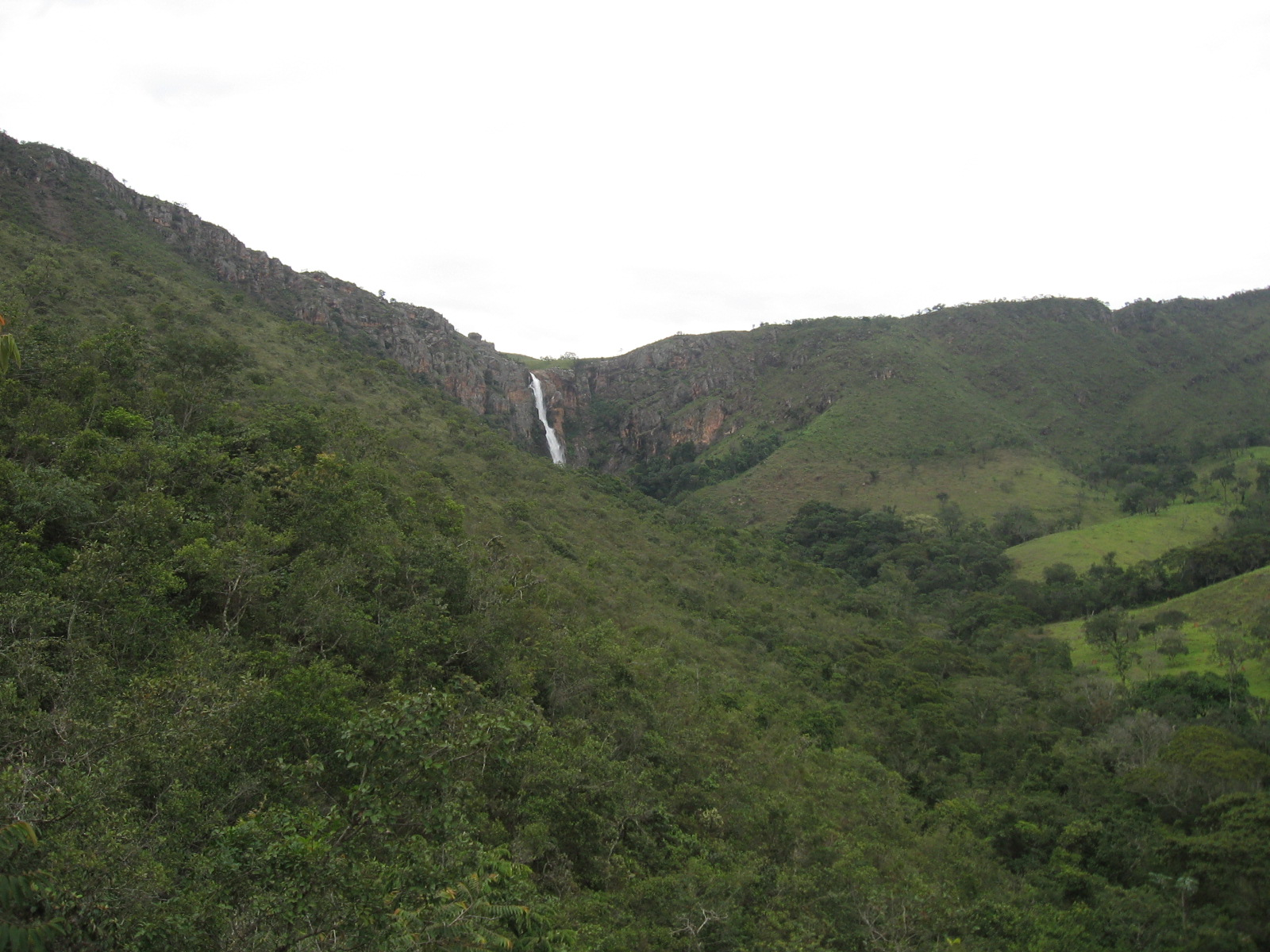
Vista aérea de cerradão no Parque Nacional Serra da Canastra, MG.

Do estrato herbáceo, foram indicadas como freqüentes, para a região da Chapada dos Veadeiros (GO), gramíneas dos gêneros Aristida, Axonopus, Paspalum e Trachypogon.
Todas as espécies mencionadas podem ser encontradas em outras formações florestais ou savânicas. Em estudo de 1994, que teve como base a vegetação da Chapada Pratinha, a pesquisadora Felfili e sua equipe do Departamento de Engenharia Florestal da Universidade de Brasília, não encontraram espécies exclusivas de Cerradão, quer no estrato arbóreo, quer no estrato arbustivo.